# La Revue de Téhéran
La Revue de Téhéran (Teheraner Zeitschrift) ist eine französischsprachige monatlich erscheinende Zeitschrift, die sich mit der Kultur und den Traditionen des Irans beschäftigt.
Diese im Oktober des Jahres 2005 gegründete Zeitschrift ist der Ettela’at Stiftung untergeordnet, welche nicht nur die Tageszeitung Ettelā'āt herausgibt, sondern auch andere wissenschaftliche und kulturelle Veröffentlichungen hat. Diese Monatsschrift ist eigentlich die einzige französischsprachige persische Zeitschrift, die im Iran und Frankreich sowie in anderen französischsprachigen Ländern vertrieben wird. Diese Zeitschrift hat sich nicht nur das Fördern des Irans und dessen Kultur in französischsprachigen Ländern, sondern auch das Fördern der französischen Sprache im Iran zum Ziel gesetzt.